# Droit de la personnalité (Allemagne)
Pour un article plus général, voir Droits de la personnalité.
Le droit de la personnalité, en droit allemand, est un droit fondamental qui sert à protéger la personnalité d'une personne contre toute ingérence dans sa vie et sa liberté.
Les droits de la personnalité en tant que tels ne sont pas expressément réglementés par le droit allemand. Initialement, seuls des droits particuliers individuels tels que le droit à l'honneur, le droit au nom ou le droit à l'image étaient expressément réglementés par la loi. Cependant, il est devenu de plus en plus évident que cela ne pouvait pas assurer une protection complète contre les atteintes à la vie personnelle et à la liberté. Depuis les années 1950, la jurisprudence a donc dégagé le droit général de la personnalité à partir de l'article 2 alinéa 1 de la Loi fondamentale (qui dispose le libre épanouissement de la personnalité (de) ) en liaison avec l'article 1 alinéa 1 (qui garantit la dignité humaine). Il a été développé et précisé dans une multitude de jugements et est désormais généralement reconnu par le droit coutumier allemand.

## Principes constitutionnels
La Loi fondamentale ne garantit pas explicitement les droits généraux de la personnalité, à l'instar de la Constitution de Francfort de 1849 et de la Constitution de Weimar de 1919. En revanche, en droit civil, le Tribunal du Reich a reconnu dès 1898 les droits généraux de la personnalité. Cela a été fait, par exemple, dans la décision concernant la publication des lettres de Richard Wagner. La Cour fédérale de justice a repris cette jurisprudence. Peu après l'entrée en vigueur de la Loi fondamentale en 1949, elle a fondé les droits de la personnalité sur le droit au libre épanouissement de la personnalité ( Art. 2 paragraphe 1 GG) et sur la protection de la dignité humaine ( Art. 1 alinéa 1 GG),.
Le Tribunal constitutionnel fédéral d'Allemagne s'est inspirée de l'évolution de la jurisprudence civile et a reconnu les droits de la personnalité comme un droit fondamental. Elle a souligné l’importance des droits généraux de la personnalité dans son arrêt Lebach de 1973.
En tant que droit fondamental marqué par la logique libérale de protection des citoyens, les droits de la personnalité servent avant tout à éviter les ingérences de la puissance publique dans la vie des particuliers. Mais en tant que droits à valeur constitutionnelle, ils se répercutent également sur les normes subordonnées, comme celles du droit civil. Cet effet indirect revêt une grande importance pratique, par exemple dans le droit du journalisme. Un reportage fait sans ou contre la volonté de la personne concernée ne peut être considéré comme licite qu'au regard d'un contrôle de proportionnalité entre notamment les droits de la personnalité et la liberté d'opinion et de la presse.

### Domaine d'application

#### Personnes concernées
Le droit général de la personnalité protège tout le monde, donc toutes les personnes physiques vivantes. La vie privée des morts est protégée par droits de la personnalité post-mortem, mais ils ne sont en substance qu'une manifestation de la garantie de la dignité humaine et pas du droit au libre épanouissement de la personnalité.
La question de savoir dans quelle mesure les entreprises, conçues comme personnes morales de droit privé, pourraient être titulaires de droits de la personnalité est controversée dans la doctrine. Selon l'article 19 alinéa 3 de la Loi fondamentale, les droits fondamentaux ne s'appliquent aux personnes morales dans la mesure où cela a du sens compte tenu de leur nature particulière. En raison du spectre extraordinairement large de la protection des droits de la personne, aucune affirmation générale ne peut être faite. Cela doit être évalué au cas par cas. Un facteur décisif ici est de savoir si le droit revendiqué relève de la dignité humaine, à laquelle seules les personnes physiques peuvent prétendre. L'applicabilité aux personnes morales du droit de décider de l'usage de ses propres propos a été affirmée par la jurisprudence.

#### Libertés concernées
Le champ d'application matériel de la protection des droits généraux de la personnalité est extrêmement large. La Cour constitutionnelle fédérale le décrit comme une sphère autonome de vie privée servant à l'épanouissement d'une individualité propre. Selon la jurisprudence, cette garantie vise à protéger les libertés qui ne seraient autrement pas suffisamment couvertes par des dispositions constitutionnelles spécifiques. Elle devrait également permettre de parer à de nouveaux types de dangers pour la personnalité pour lesquels le législateur n'a pas créé de réglementation. C’est pourquoi le champ d’application matériel de la protection des droits de la personne est constamment élaboré par la jurisprudence.
La dogmatique a développé différentes méthodes pour systématiser les cas d'application du droit de la personnalité. La classification courante distingue l’autodétermination, l’auto-préservation et l’expression de soi.

##### Autodétermination
Le droit à l’autodétermination protège le droit de décider des aspects essentiels du développement de sa propre personnalité. Cela inclut, par exemple, le droit de choisir son propre nom,.
Le droit à l'autodétermination informationnelle, qui a été dégagé par la Cour constitutionnelle fédérale dans l'arrêt sur le recensement de 1983, est également protégé. Il protège le droit de déterminer quelles données permettant de tirer des conclusions sur soi-même peuvent être divulguées et comment elles doivent être utilisées. La Cour a créé ce droit pour éviter que la collecte systématique des données personnelles ne décourage les citoyens d'exercer leurs libertés. Le droit à l'autodétermination informationnelle constitue donc la base de la loi allemande sur la protection des données.
En outre, le droit à l'autodétermination implique le droit de connaître sa propre généalogie. Il garantit également aux délinquants le droit à la réinsertion. Il garantit également l’autodétermination sexuelle.

##### Auto-préservation
L'auto-préservation comprend la protection de sa propre sphère privée. En ce qui concerne la confidentialité de l'espace, cela se fait déjà par la protection de l'espace d'habitation conformément à l'article 13 de la Loi fondamentale. Le droit à l’auto-préservation ne fait que compléter cette protection. Par exemple, il protège la confidentialité des entrées de journal intime et des dossiers médicaux.

##### Représentation de soi
Le droit sur la représentation de soi garantit que les individus peuvent déterminer la manière dont ils sont représentés en public. Il les protège donc des représentations indésirables, déformées ou diffamatoires de la part de tiers.
La protection de la représentation de soi comprend, par exemple, le droit à sa propre image, qui est défini plus en détail dans la loi sur le droit d'auteur artistique. Les individus peuvent toujours décider si leurs images peuvent être publiées, et de quelle manière,.
Le droit sur ses propres propos est également protégé. Cela interdit par exemple que des déclarations soient mises dans la bouche de quelqu'un sans son accord,. Il protège également la confidentialité des conversations.
En outre, le droit sur la représentation de soi implique le droit de décider si son propre nom peut être publié ou mentionné de manière publique.
Enfin, ce droit sur la représentation de soi assure la protection de l'honneur personnel. Par exemple, il protège des insultes ( § 185 du Code pénal ) et d'autres actes diffamatoires.

### Atteinte au droit de la personnalité par la puissance publique
S’il y a une ingérence de la puissance publique dans les droits généraux de la personnalité, cela n'est licite que si c'est constitutionnellement justifié. La question de savoir si et dans quelles conditions une ingérence peut être justifiée dépend du type d'ingérence.
- La sphère publique est le domaine dans lequel l'individu se tourne consciemment vers le public, par exemple lorsqu'il se rend en public et s'exprime publiquement. Cette sphère bénéficie de la protection la plus faible.

- La sphère sociale est le domaine dans lequel les humains, en tant qu’« êtres sociaux », interagissent avec d’autres personnes. Cela inclut notamment le travail professionnel, politique ou bénévole. Cette sphère est relativement faiblement protégée, de sorte que les ingérences sont généralement autorisées, sauf circonstances exceptionnelles qui enjoignent de protéger la vie privée.

- La vie privée est définie spatialement (la vie à la maison, dans les espaces privés), mais elle est également définie en fonction des objets (c'est-à-dire concernant les questions qui restent généralement privées). Les ingérences dans ce domaine sont généralement inadmissibles, sauf dans des cas exceptionnels où surviennent des circonstances qui font que d'autres intérêts l'emportent (par exemple pour les communiqués de presse concernant la vie privée des hommes politiques dans les cas où l'information représente une nécessité d'ordre public).

- La vie intime d'une personne est à protéger contre toute ingérence.

## Protection en droit civil

### Droit de faire cesser des actions dommageables
Une violation des droits généraux de la personnalité, notamment par le biais de reportages dans les médias ou en cas de critiques diffamatoires, peut donner lieu à une demande d'indemnisation (en vertu du § 823 alinéa 1 du BGB, avec les droits de la personnalité subsumés comme les "autres droits" mentionnés)  ou une demande d'injonction ou une demande de correction ( § 1004 BGB). Toutefois, la jurisprudence ne reconnaît le droit à réparation du préjudice moral qu'en cas de violations particulièrement graves des droits de la personne. Les montants des indemnisations atteignent cependant  – pour des raisons de dissuasion – des hauteurs considérables.